# Orden de la abeja

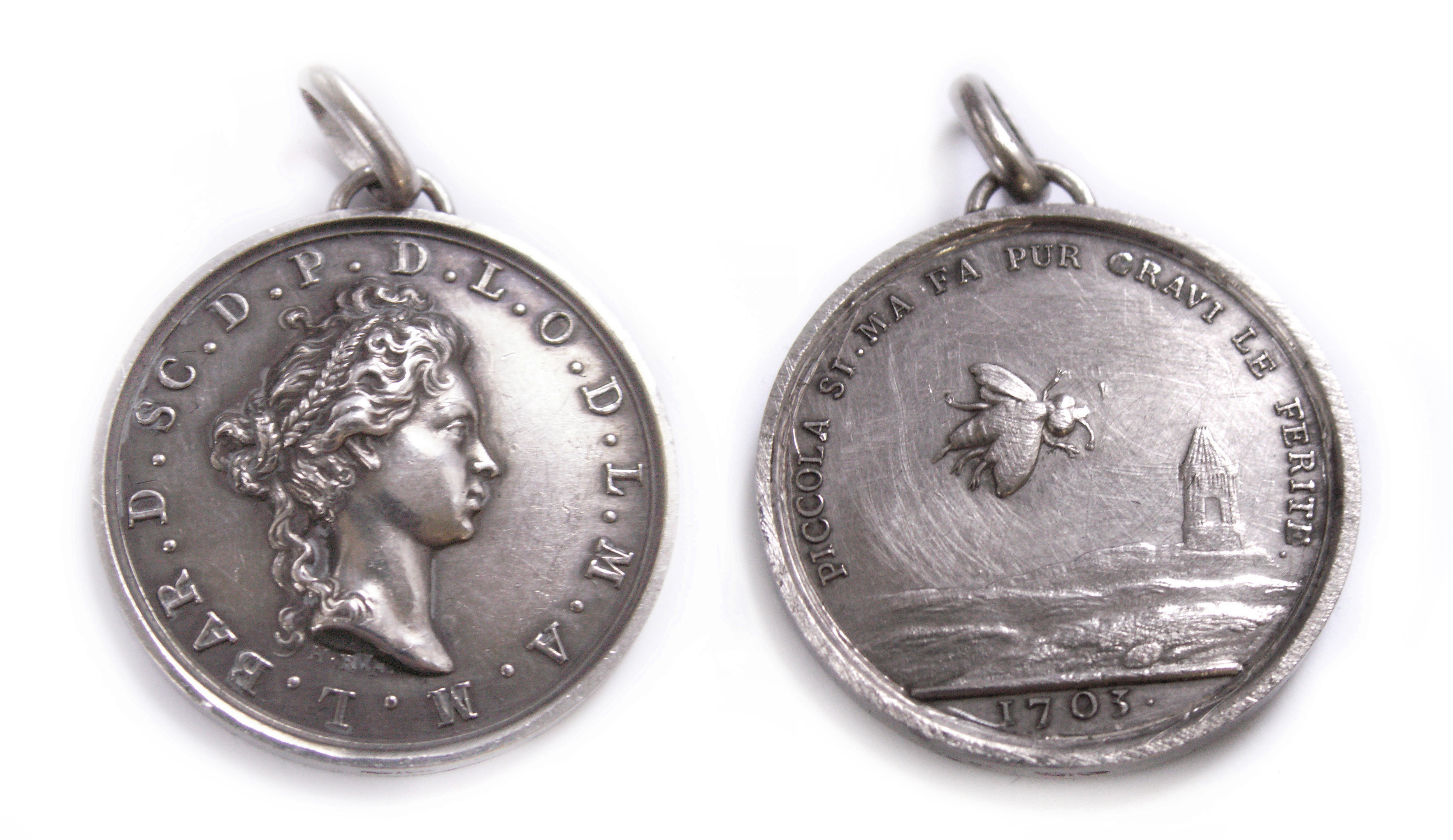
Medalla de la Orden de la abeja

La orden de la abeja melífera / ordre de la Mouche à miel fue una orden de caballería para ambos sexos fundada en Francia en 1703 por Luisa Benedicta de Borbón, esposa del duque de Maine. 
La divisa era una medalla de oro con una colmena y una abeja revoloteando con el lema "Piccolari si, ma fa pure gravite ferite / Es pequeña, pero produce muy graves heridas", pendiente de una cadena del mismo metal.